# Teodosio Ausin
Teodosio Ausin y Donis (Torquemada, Palencia, 17 de julio de 1858 - Madrid, 12 de noviembre de 1903) fue un abogado y escritor español. En su obra cultivó la novela costumbrista y la poesía.
Su obra publicada, en orden cronológico, es la siguiente y corresponde a tres novelas y un libro de poesía:
- No hay flores sin espinas, 1879.
- Ecos de un alma, 1899.
- La máquina humana, 1900.
- La confesión de un ministro de hacienda, 1902.[1]

## Biografía.
Nació en el seno de una familia acomodada de comerciantes y políticos vinculados al pueblo de Torquemada y la ciudad de Palencia. Su padre y su tío, Gumersindo y Melchor Ausín, naturales de Torquemada, fueron regidores del Ayuntamiento de Palencia por el Partido Fusionista. Teodosio cursó la carrera de derecho en la Universidad de Madrid, tanto en Valladolid cómo en Madrid, donde vivía su primo y mentor, el médico Evaristo Ausín Ortega. 
Como funcionario del Ministerio de Hacienda desempeñó diversos cargos en las ciudades de Bilbao (1894) y Cáceres (Hasta 1901) para regresar posteriormente a Madrid, donde falleció prematuramente el 12 de noviembre de 1903. Se casó con Adelaida Guerrero Pérez, natural de Valladolid y tuvo cuatro hijos: Guillermo (1892), Amalia (1894), Ernesto (1898) , y Gumersindo (1901).